# Thyra Eibe
Thyra Eibe (3 novembre 1866 - 4 janvier 1955) est une mathématicienne et traductrice danoise, la première femme à obtenir un diplôme en mathématiques de l'université de Copenhague. Elle est connue pour sa traduction des Éléments d'Euclide en danois.

## Éducation et carrière
Thyra Eibe est l'une des dix enfants d'un libraire de Copenhague. Après avoir obtenu un diplôme en linguistique historique en 1889 à l'école Zahle (alors école de filles), elle étudie les mathématiques à l'université de Copenhague et y obtient un cand.mag. (en) en 1895. Elle retourne à l'école Zahle en tant que professeure, enseignant également à des garçons à l'école de Slomann et devenant la première femme à devenir professeure de mathématiques avancées pour garçons au Danemark. En 1898, elle part au H. Adler Community College, plus tard devenu le Sortedam Gymnasium (da), où elle reste jusqu'en 1934 ; elle en est la directrice pendant un an, de 1929 à 1930.  

## Contributions
En entreprenant sa traduction d'Euclide, Thyra Eibe est motivée par la première œuvre de l'historien danois Johan Ludvig Heiberg, qui a publié une édition des Éléments d'Euclide dans son original grec, avec des traductions en latin.  
Outre ses traductions, Thyra Eibe a écrit plusieurs manuels de mathématiques danois largement utilisés. En 1910, elle édite avec Kirstine Meyer les Adversaria d'Ole Christensen Rømer.

## Reconnaissance
En 1942, elle a reçu le Tagea Brandt Rejselegat, un prix décerné à une Danoise qui a apporté une contribution significative en science, littérature ou art.  